# Trichodactylus dentatus
Trichodactylus dentatus är en kräftdjursart som beskrevs av H. Milne Edwards 1853. Trichodactylus dentatus ingår i släktet Trichodactylus och familjen Trichodactylidae. IUCN kategoriserar arten globalt som livskraftig. Inga underarter finns listade i Catalogue of Life.